# Alexander Benedikt Sobieski

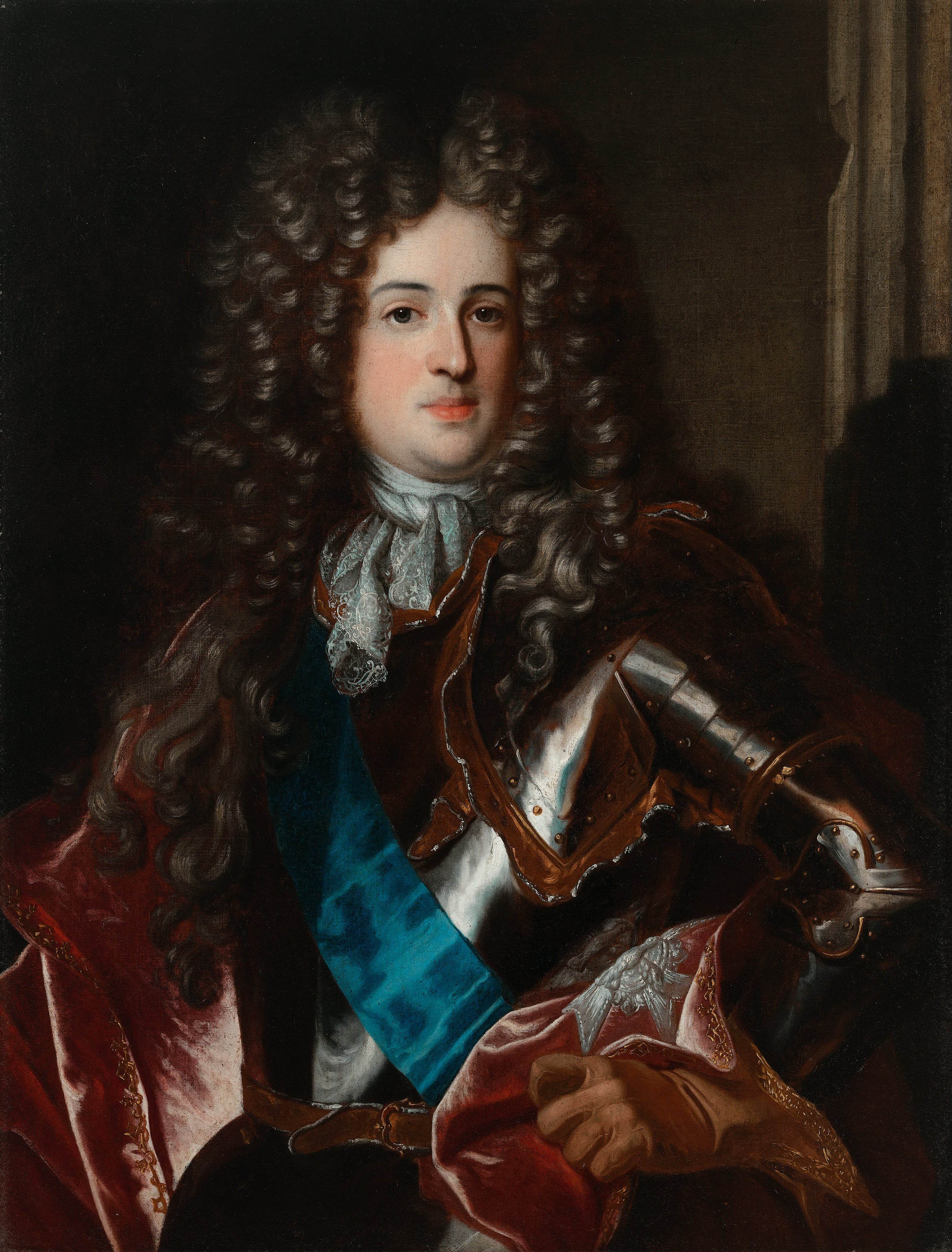
Alexander Benedikt Sobieski, um 1696

Alexander Benedikt Stanislaw Sobieski (polnisch Aleksander Benedykt Stanisław Sobieski, * 9. September 1677; † 16. November 1714) war ein polnischer Prinz.

## Leben
Er war das achte Kind und der zweite Sohn von Johann III. Sobieski (1629–1696, ab 1674 König von Polen und Großfürst von Litauen) und dessen Ehefrau Marie Casimire Louise de la Grange d’Arquien (1641–1716).
1691 nahm er am erfolglosen Feldzug seines Vaters gegen die Osmanen in Moldawien teil und sammelte dort erste militärische Erfahrung. Nachdem 1696 sein Vater gestorben war, wurde anstelle von ihm oder einem seiner beiden Brüder 1697 der sächsische Kurfürst August der Starke als August II. zum neuen König von Polen gewählt. Alexander nannte er sich fortan Markgraf von Jarosław. Er beteiligte sich in der Folgezeit an den Feldzügen des neuen Königs, insbesondere auch am siegreichen Septemberfeldzug 1698 gegen die Krimtataren.
Während eines Aufenthalts in Rom wurde er im März 1700 zum Ritter des französischen Michaelsordens, sowie im Dezember 1700 zum Ritter des französischen Orden vom Heiligen Geist ernannt.
Nachdem König August II. 1704 Alexanders Brüder Jakob und Konstantin wegen deren Ambitionen auf den polnischen Thron hatte verhaften lassen, beteiligte Alexander sich 1706 am Feldzug des schwedischen Königs Karl XII. nach Sachsen. Nach der Freilassung seiner Brüder gemäß dem Altranstädter Friede stellte auch Alexander seine politischen Ambitionen ein. 
Aus gesundheitlichen Gründen – er litt an Rheuma – zog er 1710 mit seiner Mutter nach Rom, wo er als Dichter und Kunstmäzen auftrat. Er starb dort 1714 unverheiratet und kinderlos. In der Krypta des ansässigen Kapuzinerklosters Santa Maria Immacolata a Via Veneto befindet sich sein Grabmal.